# Альварес, Эверетт
Эверетт А́льварес-мла́дший (англ. Everett Alvarez Jr., 1937, Сэлинас, штат Калифорния, США) — пилот авиации ВМС США, деятель администрации США. Во время Вьетнамской войны был первым американским военнопленным в Северном Вьетнаме и вторым, после Флойда Томпсона, за всю войну, а также одним из наиболее долго удерживавшиваемых пленников в стране.

## Биография
Окончил университет Санта-Клары (Калифорния). 
Вступил на военную службу в 1960 году. В ВМС США был пилотом палубного штурмовика A-4 «Скайхок» (военное удостоверение № 644124). 
В ходе первого налёта военной авиации США на Демократическую Республику Вьетнам 5 августа 1964 года самолёт Альвареса был сбит огнём с земли над провинцией Куангнинь. При катапультировании пилот получил тяжёлую травму. В тот же день он попал в плен, в котором провёл 3113 дней (причём первые полгода был единственным пленным американцем в ДРВ). 
Содержался в известной тюрьме Хоало («Ханой Хилтон»), подвергался избиениям и пыткам. 
После подписания Парижского соглашения о прекращении огня в январе 1973 года, вместе с другими военнопленными был освобождён 12 февраля 1973 года и передан представителям США на ханойском аэродроме Зялам в процессе обмена военнопленными. 
После освобождения продолжил службу в ВМС. Ушёл в отставку в 1980 году в звании коммандера. Получил степень доктора юриспруденции. В дальнейшем занимал посты помощника директора Корпуса мира и помощника директора департамента по делам ветеранов в администрации США.
Автор двух книг — «Скованный орёл» (Chained Eagle) и «Кодекс поведения» (Code Of Conduct). Женат, имеет двух детей.
Эверетт Альварес является наиболее долго удерживавшимся в Северном Вьетнаме американским военнопленным периода Вьетнамской войны. В то же время абсолютный «рекорд» по длительности нахождения в плену в ходе этой войны (и вообще в военной истории США) принадлежит не ему, а Флойду Томпсону, попавшему в руки противника в Южном Вьетнаме в марте 1964 года и освобождённому одновременно с Альваресом.

## Память
В честь него названы парк в Калифорнии и почтовый офис в Мэрилэнде. 